# جريب (قمر)
جريب (بالإنجليزية:Greip) ويسمى أيضا زحل 41 (التعيين المؤقت S/2006 S 4 ) هو قمر لكوكب زحل. أكتُشف من قبل سكوت شيبارد و ديفيد جويت و جان كلينا و برايان مارسدن في 26 حزيران 2006 من الملاحظات التي اتخذت خلال الفترة من 5 كانون الثاني و 1 ايار 2006.
يبلغ قطره حوالي 6 كيلومتر ، ويدور حول زحل على مسافة متوسطها 18.066 ميغامتر في 906.556 يوما ، على ميل من 172.7 ° لمسير الشمس (159.2 ° لزحل خط الاستواء) ، في اتجاه رجعي والشذوذ المداري 0.3735. سمي على اسم جريب، وهي أنثى عملاقة في الميثولوجيا الإسكندنافية.